# Свети Йоан Евангелист (арменска църква в Добрич)
„Свети Йоан Евангелист“ (на арменски: Սուրբ Հովհաննես եկեղեցի, Свети Ованес) е арменска апостолическа църква в град Добрич, България. Част е от Българската епархия на Арменската апостолическа църква и една от културните забележителности в града.

## Местоположение
Храмът е разположен на улица „Даме Груев“ в централната част на града.

## История
В 1762 година хърватинът Руджер Йосип Бошкович отбелязва, че в Хаджиоглу Пазарджик има богати арменски семейства живеещи в големи и добре обзаведени къщи. В 1830 година един арменски пътешественик отбелязва, че в града има новопостроена арменска църква. Църквата е изгорена от османците по време на Кримската война (1854 – 1856). Възстановен, храмът отново е изгорен в Руско-турсската война от 1877 – 1878 година. В 1886 година арменската общност изгражда съвременната църква по проект на италиански архитект. Осветена е в 1894 година, когато е направено и предверието.

## Описание
Църквата е еднокорабна, с каменни основи и и с две правоъгълни абсиди на изток.